# Lindera assamica
Lindera assamica là loài thực vật có hoa trong họ Nguyệt quế. Loài này được (Meisn.) Kurz miêu tả khoa học đầu tiên năm 1875.